# Солом'янське кладовище
Соло́м'янське кладов́ище — некрополь у Києві, розташований на Солом'янці, з непарного боку Повітрофлотського проспекту.

## Розташування і поточний стан
Периметр цвинтаря обмежений Повітрофлотським проспектом, вулицями Солом'янською, Максима Кривоноса і Преображенською. Вхід на кладовище з боку парку ім. Миколи Зерова.
Цвинтар перебуває у занедбаному стані. Сектора № 4, 5, 6А, 6Б майже повністю перетворилися у лісовий масив. Могили заросли деревами, окремі пам'ятники підняті корінням. Чимало надгробків зруйновані внаслідок падіння сухостою. Більше ніж три чверті всіх могил — це металеві хрести, часто зварені з вживаних каналізаційних труб, що станом на 2021 поіржавіли або й повністю згнили. Написи на табличках цих хрестів або зникають, або вже цілковито зникли.

## Історія
Засноване в 1886 році замість розташованого у долині Либеді Старого Солом'янського (Паньківського) кладовища, яке діяло з 1832 року і було ліквідоване рішенням міської думи 23 березня 1878 року, тому що опинилося поблизу території залізниці. На новому кладовищі, крім мешканців Солом'янки, ховали викладачів та учнів Кадетського корпусу. У 1915 році було відведено дільницю для поховання військових, померлих від ран. У післяреволюційний час тут поховано професорів Духовної академії Петра Кудрявцева та Василя Екземплярського, архітектора Василя Осьмака.
Закрите для масових поховань 1959 року, дозволяються підзахоронення в родинну могилу. У 1980-х роках три дільниці кладовища вилучили під забудову. У 2005 році, у зв'язку з завершенням кладовищного періоду, відкрите для повторного поховання (поховання труни в родинну могилу).
На кладовищі існують дві братські могили цивільних киян — загиблих під час оборони Києва у 1941 році і закатованих у ґестапо. З 1943 по 1975 рр. тут ховали учасників Другої світової війни, до 30-річчя перемоги (1974) впорядковано братську могилу і споруджено меморіал. Некрополь перебуває у напівзанедбаному стані.

## Відомі поховання
- Лідія Платонівна Деполович (1869—1943) — український педагог і методист початкової освіти, автор букваря «Нумо читати!» (1926). Померла, замучена постійним недоїданям, впавши в ямку від вибуху снаряду.
- Вадим Євгенович Дяченко (1896—1954) — математик, професор Київського університету.
- Василь Ілліч Екземплярський (1874—1933) — професор, магістр богослів'я Київської духовної академії. Звільнений з академії за виступ на захист Л. Толстого. Член Вченого комітету при Міністерстві сповідань Української Держави. Не бажав співпрацювати з радянськими установами, виступав із приватними лекціями в домашній аудиторії. Друг та соратник П. Кудрявцева. Сектор № 10.
- Ігор Єфремович Кустов (1921—1943) — Герой Радянського Союзу, льотчик.
- Петро Павлович Кудрявцев (1868—1940) — літературознавець, історик, професор Київської духовної академії. Голова Вченого комітету при Міністерстві сповідань Української Держави (міністр Василь Зеньківський), що займався перекладом богослужбових текстів українською та створенням сучасної україномовної теологічної термінології[3]. Жертва сталінських репресій. Сектор № 10.
- Олесь Васильович Лупій (1938-2022) - український літератор.
- Акінф Кирилович Окунєв (1919—1943) — Герой Радянського Союзу.
- Василь Олександрович Осьмак (1870—1942) — архітектор.
- Григор'єв Володимир Петрович (1883—1922) — авіаконструктор[джерело?].
- Сніткін Ігор Михайлович  (1978—2022) — захисник України, воїн ЗСУ.[джерело?].
- Аристарх Лебедєв (1967—2020) — Доцент  Київської Духовної Академії, священник УПЦ МП.

## Цікаві факти
- З'являється у музичному кліпі «Серденько» на однойменну пісню українського співака Олександра Пономарьова.[4]

## Галерея

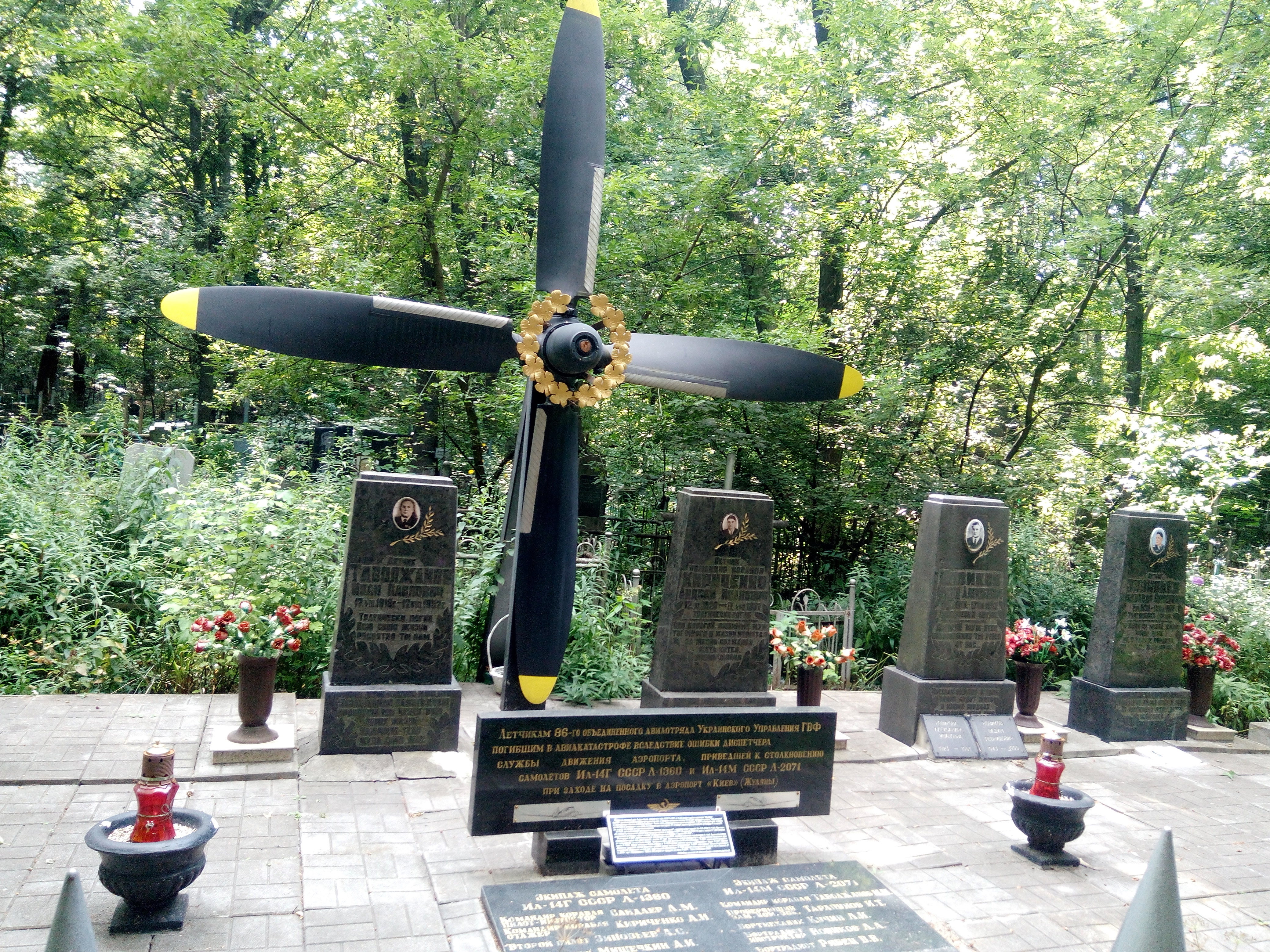
Меморіал загиблих льотчиків у 1957 р.
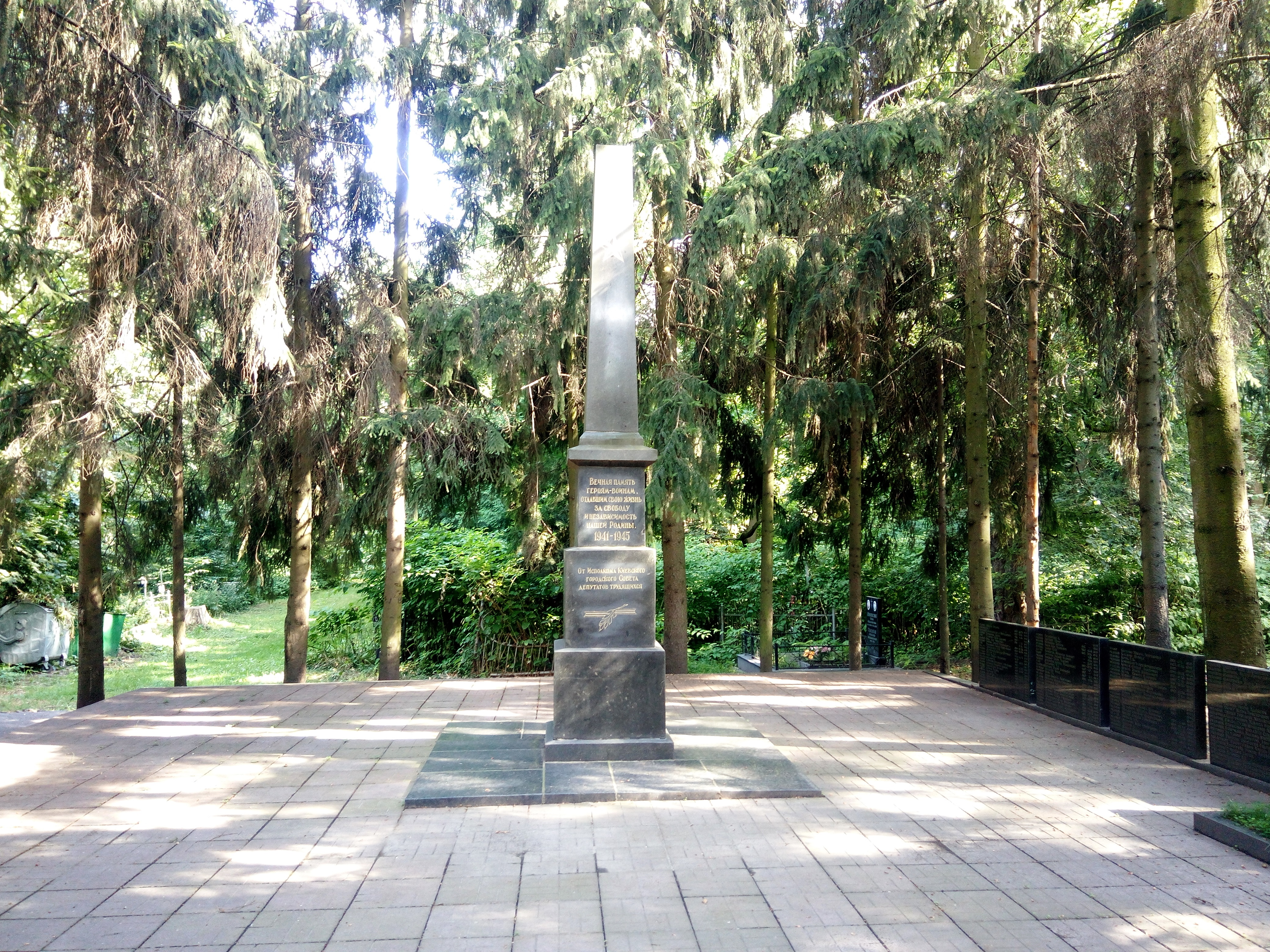
Меморіал на братській могилі героїв Великої Вітчизняної війни